# 中共中央中南局

中共中央中南局是中华人民共和国成立初期负责中国中南地区的党的领导机构。

## 历史
1949年5月12日，以中共中央中原局为基础成立华中局。林彪为第一书记，罗荣桓为第二书记（未到职），邓子恢为第三书记并主持工作。1949年12月改称中共中央中南局。1951年11月，邓子恢为第二书记,叶剑英为第三书记, 副书记有谭政、李先念、李雪峰。1954年4月27日，根据中共中央政治局扩大会议关于撤销大区一级党政机构的决定而取消。
中南局当时的工作主要是建立和巩固中央政权、发展经济、稳定社会秩序等，包括著名的“三反”、“五反”运动，就是在党中央的要求下，由中南局具体在中南六省（河南，湖北，湖南，江西，广东，广西）开展工作。现址为中共武汉市委所在地。
中南局第一书记、中南军政委员会主席、中南军区司令员皆由林彪一人担任。
- 第一书记 林彪（1950年3月因病休养）
- 第二书记 邓子恢（1950年3月代理第一书记，1952年11月调任中央农村工作部部长）
- 第三书记 叶剑英（在广州主持华南分局）
- 第一副书记 谭政
- 第二副书记 李雪峰（实际主持中南局的日常工作）
- 第三副书记 李先念（湖北省委第一书记兼）
- 委员
- 秘书长杜润生
- 办公厅
- 组织部
- 宣传部
  - 新华社中南总分社
  - 长江日报社
- 统战部：副部长赵武成(兼中南军政委员会对资本主义工商业社会主义改造办公室主任)
- 政策研究室(-1953.4)
- 社会部（-1950.3）
- 城市工作部
- 农村工作部
- 财经委员会
- 纪律检查委员会（1949.10-1954.8）
- 文艺工作委员会
- 职工工作委员会
- 青年工作委员会
- 妇女工作委员会
- 外事委员会
- 中南局党校：合并入湖北省委党校。

1960年7月北戴河工作会议拟定恢复各中央局。1960年9月中央政治局会议决定成立各中央局。1960年10月18日, 中共中央任命陶铸为中南局第一书记，1961年1月18日，中共八届九中全会批准了1960年9月中央政治局关于成立六个中央局的决定。
- 第一书记陶铸/王任重(1966年8月起继任第一书记)
- 第二书记王任重/韦国清(1966年8月增补)
- 第三书记陈郁(广东省省长，1965年5月增补)
- 书记处书记：陈郁(广东省省长，1960.10-1965.5）、吴芝圃（河南省委第一书记，至1961.4改任中南局书记处文教书记）、刘建勋（河南省委第一书记，1961.4起）、张平化（湖南省委第一书记）、韦国清（广西区委第一书记，1961年7月增补）、黄永胜（广州军区司令员）、王首道(湖南省长，1964年5月增补)、赵紫阳(广东省委第二书记，1965年2月增补)、李一清(1965年2月增补)、金明(1965年2月增补)。
- 书记处候补书记：王德（1961年7月，广东省委书记处书记）、金明(1961.7-1965.2)、李一清(1960.10-1965.2月，中南局计委主任)、韦国清（广西区委第一书记，1960.10-1961.7）
- 秘书长雍文涛
- 办公厅
- 组织部 部长李立
- 宣传部 部长李尔重
- 计划委员会：主任李一清，副主任王全国、刘英勇
- 经济委员会：主任 王全国（1962年12月-1966年冬）
- 农村工作办公室
- 财贸工作办公室
- 视察室：1966年3月为了安置中南局直属机关少数年老体弱老同志的工作。

1966年11月，中共中央中南局取消。